# Washington Wizards 2010-2011
La stagione NBA 2010-2011 dei Washington Wizards si concluse con un record di 23 vittorie e 59 sconfitte nella regular season, il 5º posto nella Central Division e il 13º posto della Eastern Conference. 
Per questi risultati, i Washington Wizards non si qualificarono per i Playoff.

## Draft
| Giro | Scelta | Giocatore       | Posizione | Nazionalità | Università/Club                                                             |                       |
| ---- | ------ | --------------- | --------- | ----------- | --------------------------------------------------------------------------- | --------------------- |
| 1    | 1      | John Wall       | PG        | Stati Uniti | Washington Wizards                                                          | Kentucky              |
| 1    | 17     | Kevin Séraphin  | PF        | Francia     | Chicago Bulls (da Milwaukee, scambiato con Washington)                      | Cholet Basket         |
| 1    | 23     | Trevor Booker   | PF        | Stati Uniti | Minnesota Timberwolves (da Utah via Philadelphia, scambiato con Washington) | Clemson               |
| 1    | 30     | Lazar Hayward   | SF        | Stati Uniti | Washington Wizards (da Cleveland, scambiato con Minnesota)                  | Marquette             |
| 2    | 35     | Nemanja Bjelica | AP        | Serbia      | Washington Wizards (scambiato con Minnesota)                                | Stella Rossa Belgrado |
| 2    | 56     | Hamady N'Diaye  | C         | Senegal     | Minnesota Timberwolves (da Phoenix, scambiato con Washington)               | Rutgers               |

## Regular season
Southeast Division
|  |    |                   | G  | V  | P  | %    | GB |
|  | -- | ----------------- | -- | -- | -- | ---- | -- |
|  | 1. | Miami Heat (2)    | 82 | 58 | 24 | 70,7 | -  |
|  | 2. | Orlando Magic (4) | 82 | 52 | 30 | 63,4 | 6  |
|  | 3. | Atlanta Hawks (5) | 82 | 44 | 38 | 53,7 | 14 |
|  | 4. | Charlotte Bobcats | 82 | 34 | 48 | 41,5 | 24 |
|  | 5. | Wash. Wizards     | 82 | 23 | 59 | 28,0 | 35 |

## Roster
| N° | Naz.                   | Ruolo | Sportivo         | Anno | Alt. | Peso |
| -- | ---------------------- | ----- | ---------------- | ---- | ---- | ---- |
| 00 | Stati Uniti (bandiera) | G     | Mike Bibby       | 1978 | 185  | 86   |
| 1  | Stati Uniti (bandiera) | G     | Nick Young       | 1985 | 198  | 91   |
| 2  | Stati Uniti (bandiera) | G     | John Wall        | 1990 | 193  | 89   |
| 3  | Stati Uniti (bandiera) | G     | Lester Hudson    | 1984 | 191  | 86   |
| 5  | Stati Uniti (bandiera) | GA    | Josh Howard      | 1980 | 201  | 95   |
| 6  | Stati Uniti (bandiera) | G     | Maurice Evans    | 1978 | 196  | 100  |
| 7  | Stati Uniti (bandiera) | A     | Andray Blatche   | 1986 | 211  | 107  |
| 9  | Stati Uniti (bandiera) | G     | Gilbert Arenas   | 1982 | 191  | 87   |
| 9  | Stati Uniti (bandiera) | A     | Rashard Lewis    | 1979 | 208  | 104  |
| 12 | Stati Uniti (bandiera) | G     | Kirk Hinrich     | 1981 | 191  | 86   |
| 12 | Stati Uniti (bandiera) | G     | Othyus Jeffers   | 1985 | 196  | 91   |
| 13 | Francia (bandiera)     | A     | Kevin Séraphin   | 1989 | 205  | 120  |
| 14 | Stati Uniti (bandiera) | A     | Al Thornton      | 1983 | 203  | 100  |
| 15 | Stati Uniti (bandiera) | G     | Jordan Crawford  | 1988 | 193  | 88   |
| 15 | Stati Uniti (bandiera) | G     | Alonzo Gee       | 1987 | 198  | 100  |
| 20 | Stati Uniti (bandiera) | A     | Cartier Martin   | 1984 | 201  | 100  |
| 22 | Stati Uniti (bandiera) | G     | Mustafa Shakur   | 1984 | 191  | 86   |
| 24 | Stati Uniti (bandiera) | AC    | Hilton Armstrong | 1984 | 211  | 107  |
| 31 | Cina (bandiera)        | A     | Yi Jianlian      | 1987 | 213  | 113  |
| 32 | Stati Uniti (bandiera) | A     | Larry Owens      | 1983 | 201  | 95   |
| 34 | Stati Uniti (bandiera) | C     | JaVale McGee     | 1988 | 213  | 108  |
| 35 | Stati Uniti (bandiera) | A     | Trevor Booker    | 1987 | 201  | 110  |
| 55 | Senegal (bandiera)     | C     | Hamady N'Diaye   | 1987 | 213  | 107  |

## Staff tecnico
- Allenatore: Flip Saunders
- Vice-allenatori: Randy Wittman, Don Zierden, Sam Cassell, Wes Unseld jr., Ryan Saunders, Mike Wells, Gene Banks
- Preparatore fisico: Drew Cleary
- Preparatore atletico: Eric Waters